# Odontamblyopus
Odontamblyopus là một chi cá của họ Oxudercidae

## Các loài
Chi này hiện hành có các loài sau đây được ghi nhận:
- Odontamblyopus lacepedii (Temminck & Schlegel, 1845)
- Odontamblyopus rebecca Murdy & Shibukawa, 2003
- Odontamblyopus roseus (Valenciennes, 1837)
- Odontamblyopus rubicundus (F. Hamilton, 1822): cá nhàm đỏ
- Odontamblyopus tenuis (F. Day, 1876)

## Một số loài
- Odontamblyopus rubicundus: Cá nhàm đỏ, sinh sống ở những vùng bùn lầy nằm ở các hệ sinh thái thủy sinh vùng duyên hải, kéo dài từ bờ biển phía Đông Ấn Độ đến Myanmar. Loài cá này có thân hình dài, mảnh, không có vảy, mắt tiêu giảm và có răng lởm chởm ở miệng. Đặc điểm nổi bật của chúng là vây đuôi rất dài. Loài cá này có tại Vườn quốc gia Xuân Thủy ở miền Bắc Việt Nam, nhưng tên khoa học bị đánh nhầm thành Odontampyopus rubicundus.[2] Ở Nhật Bản, loài cá này được gọi là warasubo và là một đặc sản được nhiều người yêu thích.[3][4]
- Odontamblyopus lacepedii là một loài cá bống lươn được tìm thấy trong đáy bùn vùng biển của Trung Quốc, Hàn Quốc và Nhật Bản. Loài này đào hang thẳng đứng sâu đến 90 cm (35 in) ở đáy biển. Loài này có thể đạt chiều dài 30,3 cm (11,9 in).[5]